# Gottschelia patoniae
Gottschelia patoniae là một loài Rêu trong họ Jungermanniaceae. Loài này được Grolle, D. B. Schill & D.G. Long mô tả khoa học đầu tiên năm 2003.